# Knieha lékarská, kteráž slove herbář aneb zelinář
Knieha lékarská, kteráž slove herbář aneb zelinář, velmi užitečná: z mnohých knieh latinských, i z skutečných prací vybraná, počíná se šťastnie – najstarszy czeski drukowany zielnik, którego autorem był lekarz i czeski brat, Jan Černý (1460-1530). 
Dzieło pochodzi z 1517 i zostało wydane w Norymberdze pod redakcją Mikuláša Klaudyána (także lekarza i czeskiego brata). Drukarzem był Hieronym Höltzel. 
Na pierwszej, tytułowej stronie dzieła znajduje się wizerunek Kosmy i Damiana, męczenników oraz lekarzy ludu rzymskiego. Zielnik zawiera 444 karty, ułożone mniej więcej alfabetycznie. Każda z nich poświęcona jest jednemu lekowi. Są to przede wszystkim rośliny, a w mniejszym stopniu substancje pochodzenia zwierzęcego, takie jak np. róg jednorożca, węże, czy wątroba wołowa, jak również substancjom mineralnym, jak rtęć, siarka, czy złoto. Z uwagi na to, że autor nadawał roślinom nazwy czeskojęzyczne, stał się prekursorem w kodyfikowaniu czeskiej nomenklatury botanicznej. Praca ta została częściowo udaremniona przez Klaudyána, który starał się pod nieobecność autora nadawać produktom i roślinom nazwy niemieckojęzyczne i łacińskie, co wprowadziło pomyłki (przypisał tę samą nazwę kilku pozycjom). Po kartach z poszczególnymi produktami wydrukowano rejestr leków pod nazwą "Registrum". Do indeksu tego dodano dział dotyczący wód mineralnych wraz z opisem ich stosowania. Na ostatniej ze stron umieszczono utwór "Piesnička při práci lékařské a strojenie lékařstvie".  
Černý podjął wysiłek osobistego poznawania opisywanych ziół, co zaowocowało m.in. pierwszym sklasyfikowaniem złoci. Dzieło było popularne wśród odbiorców i miało następne wydania (Praga – 1544, Ołomuniec – 1554). Wyparł je dopiero przetłumaczony przez Tadeáša Hájka na język czeski zielnik Mattioliego. Hájek krytykował Černego za błędy w nazewnictwie i ilustracjach. 